# Saint-Supplet
Saint-Supplet – miejscowość i gmina we Francji, w regionie Grand Est, w departamencie Meurthe i Mozela. Nazwa miejscowości pochodzi od imienia św. Sulpicjusza.
Według danych na rok 1990 gminę zamieszkiwało 186 osób, a gęstość zaludnienia wynosiła 25 osób/km² (wśród 2335 gmin Lotaryngii Saint-Supplet plasuje się na 859. miejscu pod względem liczby ludności, natomiast pod względem powierzchni na miejscu 796.).